# Slătioara (Olt)
Slătioara es una comuna ubicada en el distrito de Olt, Rumania.

## Superficie
Posee una superficie de 17,69 kilómetros cuadrados.

## Demografía
Hasta 2021 la población era de 2912 habitantes, con una densidad de población de 164,6 habitantes por kilómetro cuadrado.